# Chave candidata
Uma chave candidata é um identificador único dentro de uma relação que garante que nenhuma tupla será duplicada. Vale ressaltar que uma chave candidata não necessariamente é uma chave primária: uma tupla pode ter várias chaves candidatas mas só uma chave primária. Nesse quesito, uma tupla de usuário onde existem os campos "ID","RG" e "CPF" tem uma chava primária (ID) e três chaves candidatas. Uma chave candidata pode ser formada por vários atributos.
Chaves candidatas ocorrem quando em uma relação existe mais de uma combinação de atributos para a identificação única do registro.

## Exemplo
Matrícula, CPF, RG, Título Eleitor
Leve em consideração a seguinte regra de negócio: 
Para cada pedido pode existir um número infinito de itens, contudo o item não pode se repetir na lista de itens de um pedido. Caso haja mais de um item igual, a quantidade do mesmo deve ser alterada.
Agora considere o esquema abaixo:
- pedidos(codPedido, valorTotal) PK - codPedido
- itensPedido(codPedido, codItem, quant, valorUnit, codigoBarras) PK - codItem

Perceba que, na relação itensPedido, teremos:
- codPedido: Chave estrangeira, irá se repetir;
- codItem: Chave Primária, não irá se repetir;
- codigoBarras: Chave candidata, pois também não deverá se repetir;

| codPedido | codItem | quant | valorUnit | codigoBarras |
| --------- | ------- | ----- | --------- | ------------ |
| 1         | 1       | 2     | 2,50      | 123          |
| 1         | 2       | 3     | 4,20      | 321          |
| 1         | 3       | 3     | 1,50      | 567          |